# 勒代什蒂鄉
44°53′N 24°03′E / 44.883°N 24.050°E
勒代什蒂鄉（羅馬尼亞語：Comuna Lădești, Vâlcea），是羅馬尼亞的鄉份，位於該國西南部，由沃爾恰縣負責管轄，處於布加勒斯特以西170公里，每年平均降雨量1,040毫米，海拔高度259米，2002年人口2,046。